# Erik Månström
Erik Månström, född 1721, död den 31 december 1793, var en svensk präst och lärare.
Erik Månström blev prästvigd 1752 och 1755 utnämndes han till komminister i Bromma församling och skolmästare. Gamla Klockargården vid Bromma kyrka byggdes för skoländamål. Den skulle vara både skollokal och bostad för komminister Erik Månström, som var lärare fram till 1793. År 1793 utnämndes han till kyrkoherde men dog den 31 december samma år och hann ej tillträda.

## Skola inrättades i Bromma socken
Då Abraham Pettersson blev kyrkoherde i Bromma 1752 fann han att sockenborna var okunniga i kristendom och han inrättade då skola i socknen 1755. Komminister Erik Månström fick svara för undervisningen. Han betalades av förnäma sockenbor, "herrarna i socknen", såsom:
Ture Gabriel Bielke på Ulvsunda, Carl Hermelin i Stora Ängby, David Stierncrona på Åkeshov och Jonas Arnell i Bällsta. Kyrkoherden Abraham Pettersson lovade hålla barnen med psalmböcker och katekeser.

## Bromma sockenstämmoprotokoll

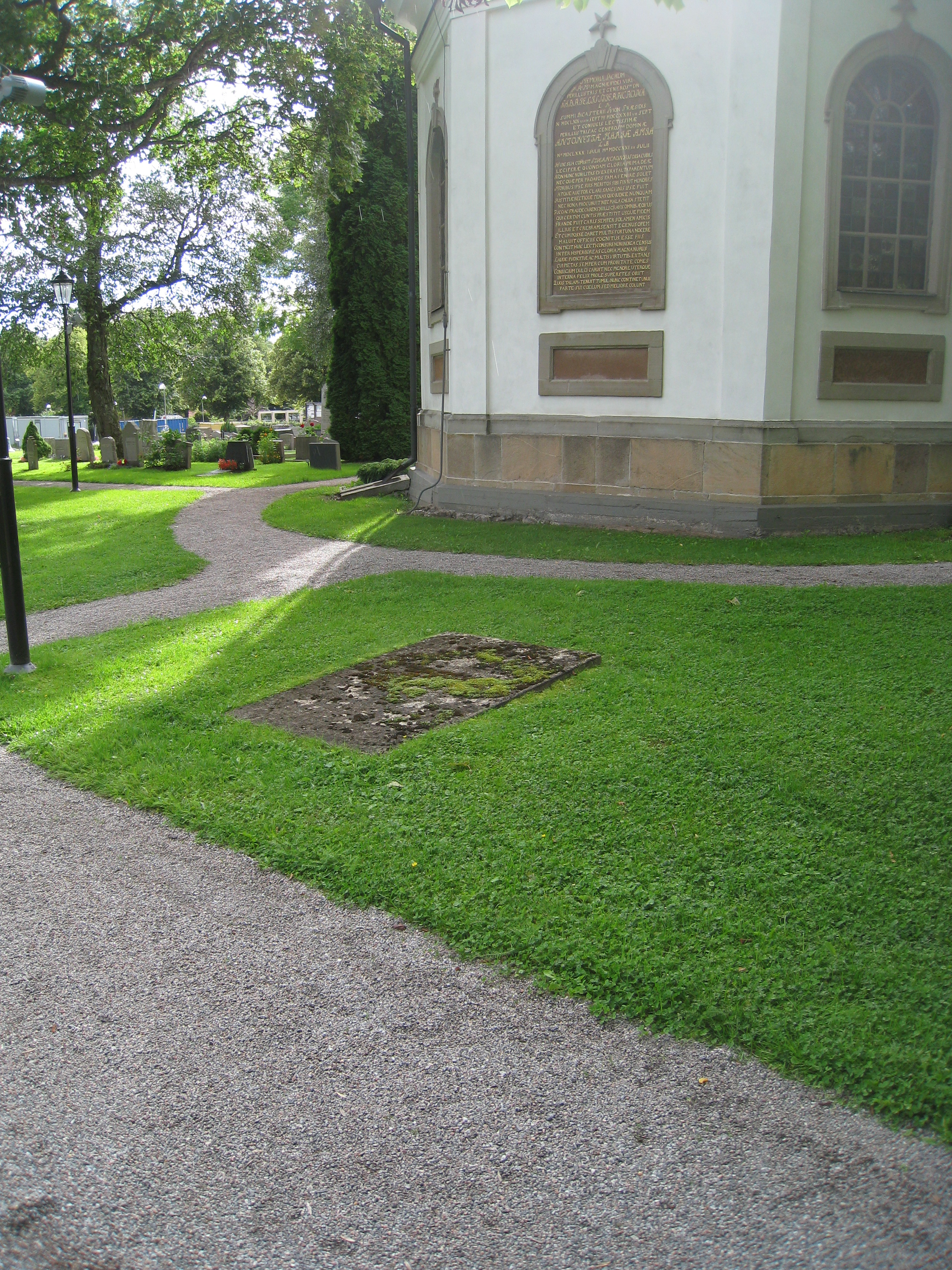
Erik Månströms grav på Bromma kyrkogård, väster om Stockholm.
Den gamla stenen över brommakyrkoherden Erik Månström och hans hustru Maria Björkenström ligger närmast öster om koret vid Bromma kyrka. Han planterade själv lindarna som står runt omkring graven.

I Bromma sockenstämmoprotokoll från 1793 står följande text:
"Utnämndes Comminister Loci Eric Månström till Pastor i Bromma men dog d. 31 Decemb. samma år ligger med sin fru begrafven öster om Sacrestian midt för fönstret, där hans grafsten befinnes. Han sjelf i sin lifstid planterat lindarne som stå omkring grafven, brädvid finnes ock en grafsten öfver Mad.selle Lagerqvists son." 1755 står det vidare att "Vart Eric Månström Comminister, sedan nämnd till Pastor i Bromma men dog innan tillträdet 1793.
Erik Månström och hans hustru Maria Björkenström ligger begravda på Bromma kyrkogård närmast öster om koret vid Bromma kyrka.

## Hustru och tre döttrar
Erik Månström var gift med Maria Björkenström. Hans döttrar, "Mamsellerna Månström", hette  Margareta, Christina och Brita Catharina. På en sockenstämma den 6 april 1795 beslöts att Herr Kyrkoherden skulle tillåta Mamsellerna Månström att bebo något rum i "Prestegården tils Maji månads slut och den nu tjenstgörande bebo sine nu innehafwande rum". Den 6 september 1795 var "Anledningen till Sockenstämman att Församlingen wore betänkt på rum åt Comminister, då Mamsellerne Månström nu behöfde i sina rum inflytta." På sockenstämman den 12 juni 1796 begärde herr hovpredikanten Björckman att "Mademoissellerne Månström" skulle "anskaffa Synings Protokollet, när deras fader afledne Kyrkoherden Månström emottog och flyttade till deras nu innehafwande Huserum".